# Retalhuleu
Retalhuleu (localement nommé Reu) est une ville du Guatemala. Elle est le siège du département de Retalhuleu. En 2003, la population de la ville est d'environ 40,000 habitants.

## Sports
Le club de football est se nomme Juventud Retalteca, et il joue pour le Championnat du Guatemala de football.